# La Dame de la mer (téléfilm, 1974)
Pour l’article homonyme, voir La Dame de la mer.
Pour plus de détails, voir Fiche technique et Distribution.
La Dame de la mer (titre original : The Lady from the Sea) est un téléfilm britannique réalisé par Basil Coleman en 1974.

## Distribution
- Eileen Atkins : Ellida Wangel
- Denholm Elliott : Docteur Wangel
- Michael Feast : Lyngstrand
- Lynne Frederick : Hilde
- John Kidd : Ballested